# Borno
Borno é uma comuna italiana da região da Lombardia, província de Bréscia, com cerca de 2.659 habitantes. Estende-se por uma área de 30,5 quilômetros quadrados, tendo uma densidade populacional de 87 hab/km². Faz fronteira com Angolo Terme, Azzone (BG), Ossimo, Piancogno, Schilpario (BG).
É a cidade natal do cardeal Giovanni Battista Re, prefeito-emérito da Congregação para os Bispos e que participou dos Conclaves de 2005 e 2013.

## Demografia
| Variação demográfica do município entre 1861 e 2011                               |
|                                                                                   |
| Fonte: Istituto Nazionale di Statistica (ISTAT) - Elaboração gráfica da Wikipedia |